# رهف الرحبي
رهف فهر الرحبي هي مُمثلة سورية، كانت قد تخرجت من المعهد العالي للفنون المسرحية في دمشق عام 2011. يُذكر أنَّ والدها هو الفنان السوري «فهر الرحبي». تزوجت من الممثل السوري خالد حيدر في أبريل (نيسان) 2017 وتطلقا يناير (كانون الثاني) 2018.

## أعمالها
شاركت رهف في عددٍ من الأعمال، ومنها:
- حارة القبة (2021)
- ببساطة 2 (2020)
- حارس الجبل (2020)
- ولاد سلطان (2020)
- أهل الوفا (2019)
- باب الحارة، الجزء العاشر (2019)
- سلاسل ذهب (2019)
- شوارع الشام العتيقة (2019)
- لو جارت الأيام (2019)
- جرح الورد (2018)
- زهر الكباد (2018)
- هارون الرشيد (2018)
- الندم (2016)
- مدينة النانرج (زنوبيا والصمرقع) (2016)
- نحن لها (2016)
- حارة المشرقة (2015)
- عناية مشددة (2015)
- أولاد القيمرية (2008)

## وصلات خارجية
- رهف الرحبي على موقع قاعدة بيانات الأفلام العربية